# Janko Sekirnik
Janko Sekirnik - Simon, slovenski general, narodni heroj, * 18. maj 1921, Kamence, † 14. maj 1996, Golnik.

## Življenjepis
Leta 1941 je bil prostovoljec ob napadu sil osi na Jugosavijo, istega leta se je pridružil NOVJ in KPJ. Najprej je bil kurir, nato mitraljezec ter na različnih poveljniških položajih več enot: komandir čete, komandant bataljona. 1942 je po hudih bojih na Jančah postal komandant 2. bataljona II. grupe odredov (imenovali so ga tudi Simonov bataljon). Avgusta 1943, ko sta bili oblikovani 1. štajerska in 6. slovenska brigada, je postal njen prvi poveljnik. Nazadnje je julija 1944 postal poveljnik legendarne 14. divizije, konec oktobra tega leta pa so ga poslali na študij v Sovjetsko zvezo. Bojeval se je na skoraj vseh bojiščih partizanske vojske na Dolenjskem (mdr. na Jelenovem žlebu), Gorenjskem in Štajerskem in bil večkrat ranjen. Vodil je napade na nacistične postojanske v Novi Štifti, kjer je bil težko ranjen, na Černivcu, Šmartnem ob Dreti idr. Ob kapitulaciji Italije je osvobajal Novo mesto.
Po vojni je služboval v enotah JLA v različnih krajih Jugoslavije. Bil je poveljnik divizije, načelnik štaba korpusa, pomočnik načelnika Generalštaba JLA, 1966–68 je bil poveljnik Ljubljanskega vojaškega območja, 1968–72 pa načelnik štaba takrat ustanovljenega Ljubljanskega armadnega območja. Leta 1991 se je zavzemal se je za osamosvojitev Slovenije in obsojal agresivnost JLA.
Leta 1951 so mu podelili red narodnega heroja. Bil je tudi nosilec partizanske spomenice in več drugih vojaških odlikovanj.